# Опата (язык)
Опата (Opata, Ópata, Teguima, Eudeve, Heve, Dohema) — мёртвый язык, который был распространён в муниципалитетах Аривечи, Бакаора, Накори, Онавас, Сауарипа, Суаки штата Сонора в Мексике. Считается, что язык был мёртвым уже в 1930 году, а Карл Люмхольтц сообщил, что опата «мексиканизированы» и потеряли свой язык и обычаи уже при передвижении через штат Сонора в 1890-х годах, но в недавнем исследовании организации INALI названы 15 человек в Мексиканском федеральном округе как носители опата — однако это ещё не значит, что фактически язык живёт, так как языковая номенклатура в Мексике является нечёткой. При этом не было опубликовано никаких исследований в отношении разговорного языка этих 15 человек. Если эти люди действительно являются носителями одного из языков опата, то эти языки надо рассматривать как находящиеся на грани исчезновения, а если нет, то как с большой вероятностью уже исчезнувшие.